# Sofielund, Forssa

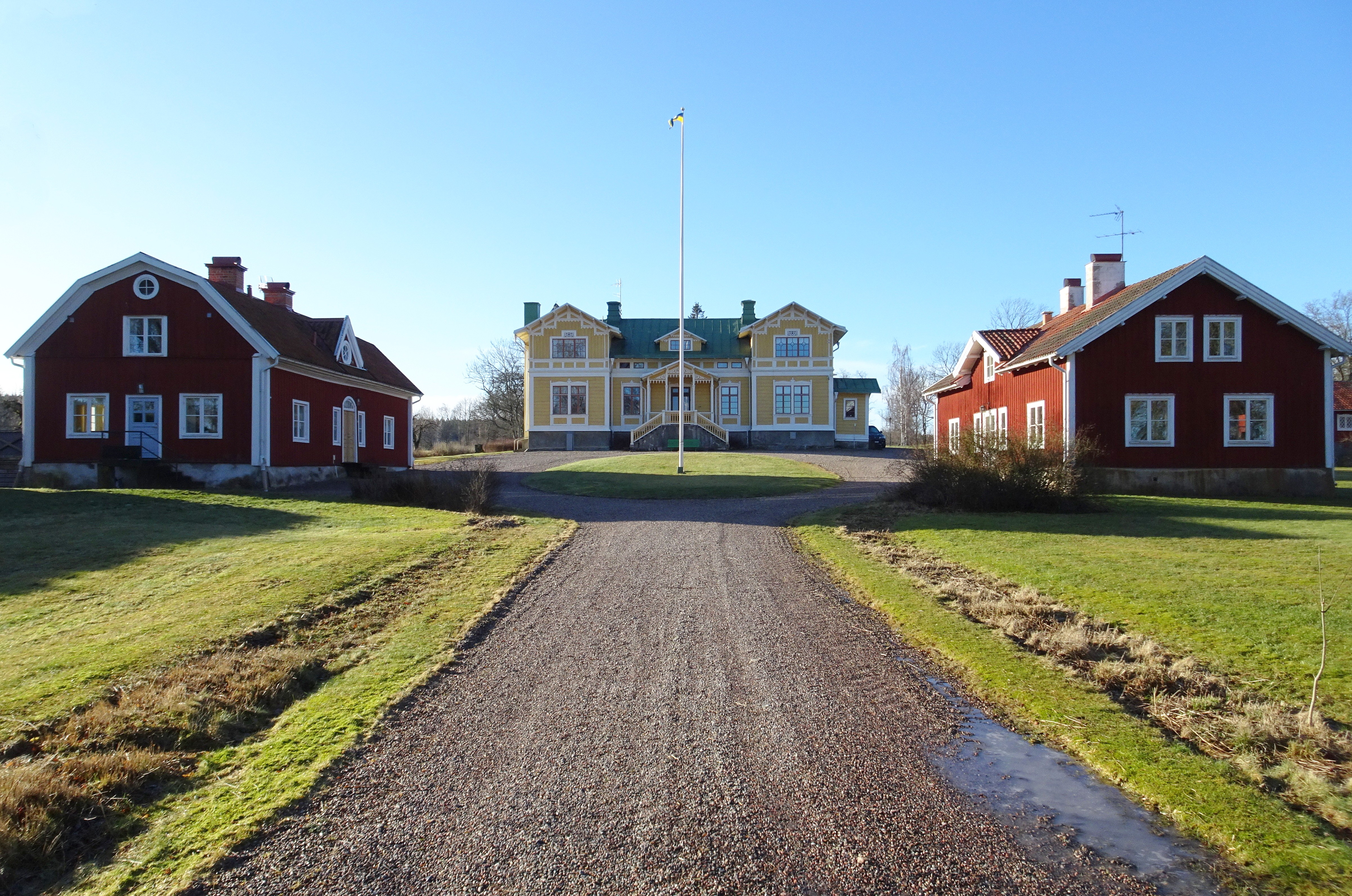
Sofielund huvudbyggnad och flyglar mot öster, 2022.

Sofielund (Stora Sundby före 1777) är en herrgård och ett tidigare säteri i Forssa socken i Flens kommun i Södermanland. Gårdens huvudbebyggelse ligger naturskönt vid västra stranden av sjön Uren ungefär 15 kilometer sydost om Flen. Enligt kommunen representerar miljön en välbevarad herrgårdsanläggning med prägel från 1800-talets mitt.

## Historik

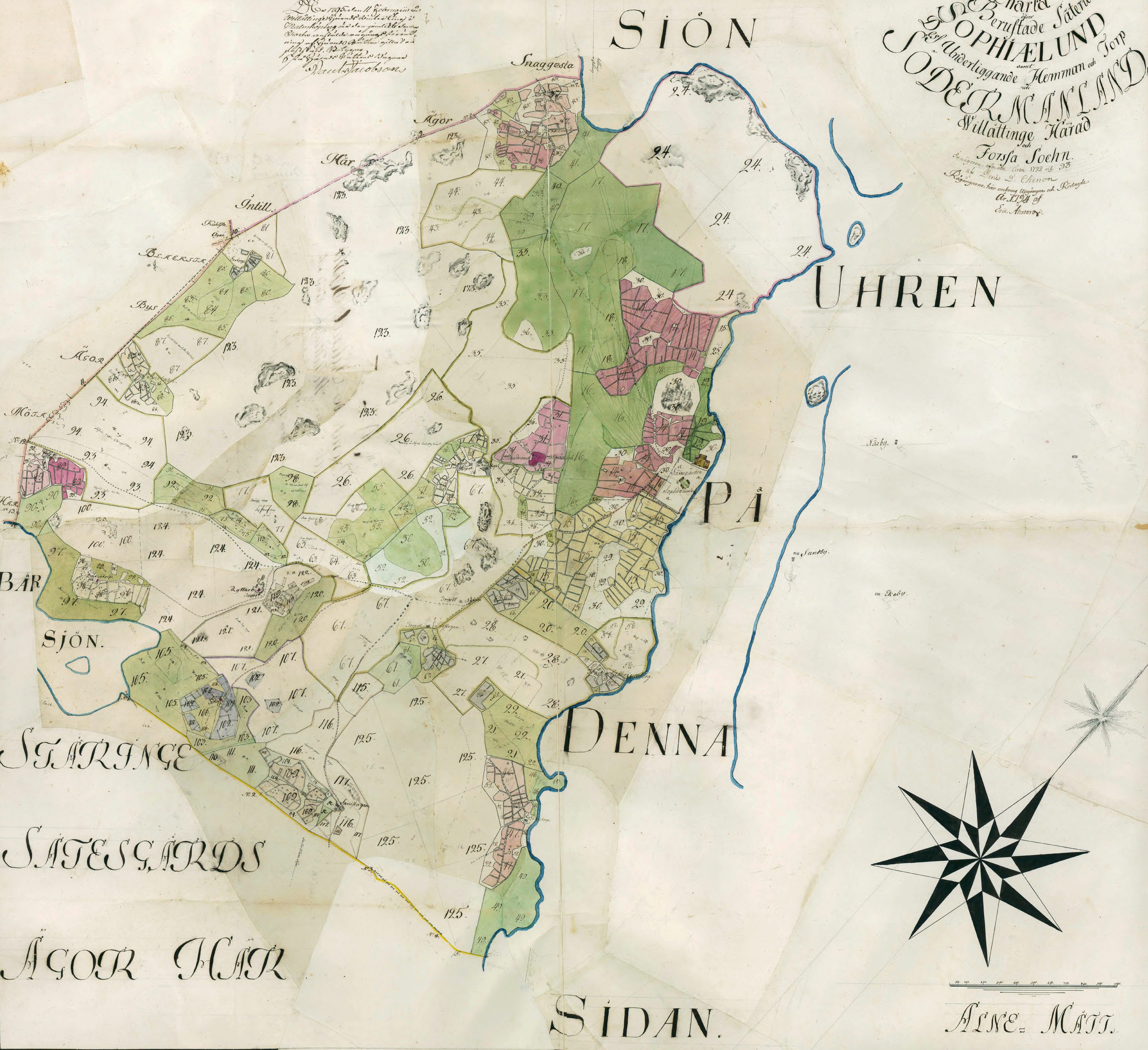
Sofielunds ägor 1792.

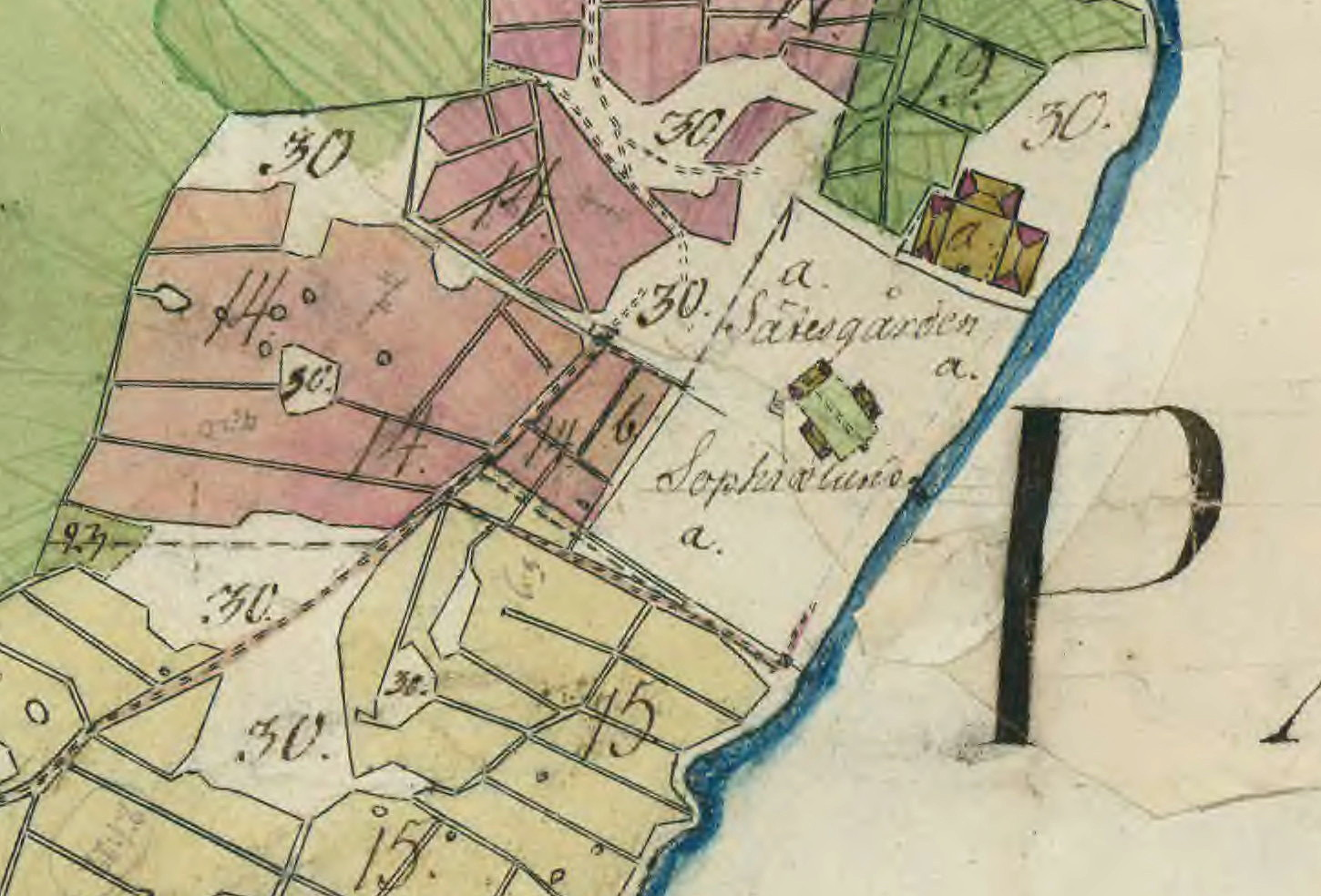
"Sätesgården Sophielund" 1792.

Platsen var bebodd redan under järnåldern som flera gravfält norr om gården vittnar om. På Sofielundsnäs vid Kyrksundet märks Sofielunds skans, en fornborg från vikingatiden med en utbredning om 90x70 meter (RAÄ-nummer: Forssa 6:1).
Stora Sundby, sedermera Sofielund, donerades 1573 tillsammans med bland annat Mälby, Skedevi och Hornsund. till lagmannen Lars Västgöte och gick 1611 till dennes svärson Bastian Donat (död 1612). Stället lydde då under godset Schedewij (Skedevi) i samma socken och blev på 1640-talet ett särskilt skattesäteri genom sammanslagning av ett antal hemman i Sundby by. Egendomen vandrade sedan genom många händer tills den 1777 innehades av Christian Georg von Gripenschütz (1723-1793). Han erhöll tillåtelse att ändra gårdens namn till Sofielund efter sin hustru Fredrika Sofia Ridderhierta (1723-1817). 
Efter ytterliga flera ägobyten övertogs Sofielund 1851 av kammarherren, baron August Theodor Adelswärd (1803–1887) på Stäringe i Årdala socken. Han utarrenderade gården på tre år för 3 000 riksdaler riksmynt. Adelswärds dotter Emilia Augusta Eugenia (1831-1881) gifte sig med friherren Claes August Falkenberg af Trystorp (1828-1892) och fick sex barn. 
Till en början arrenderade Falkenberg Sofielund. Efter hustruns död 1881 gifte han om sig 1883 med änkan på Schedewij gård, Louise Löwen (omgift Falkenberg), dotter till konsul Oscar Ekman från Göteborg. År 1889 förvärvade han Sofielund och efter hans död 1907 ärvdes egendomen av dottern Louise Falkenberg. Hon avled 1934 barnlös och då ärvdes Sofielund av styvdottern Emilie Falkenberg. Efter hennes död 1939 ärvdes Sofielund av brodern friherren och agronomen Gustaf Adolf Falkenberg (1873-1955). Enligt hans testamente skulle både Sofielund och Schedewij gå till hans brors dotterson, Claes Gösta Palm, vars föräldrar då bebodde huvudbyggnaden på Sofielund. År 1969 sålde han Sofielund till fastighetsbolaget Hufvudstaden i Stockholm. 1989 tillträdde nuvarande ägare Eva och Rolf Lydahl, som förvärvat gården från Hufvudstaden.

### Bebyggelsen

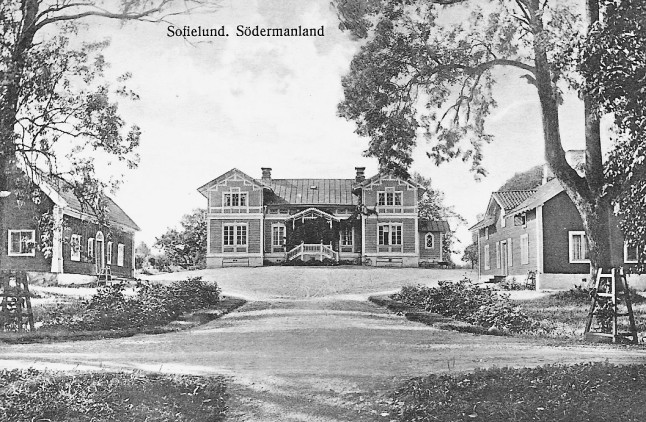
Gården på ett äldre vykort.

Sofielund vid sjön Uren är en herrgårdsmiljö där huvudbyggnad och flyglar vänder sig mot vattnet. Mangården omges av en symmetriskt ordnad trädgård. Nuvarande corps de logi uppfördes 1860 när August Theodor Adelswärd var ägare och ersatte den tidigare huvudbyggnaden vilken brunnit ner. Den nya byggnaden är av trä med gulmålad panel och rika snickeridetaljer i vitt. Arkitekturen är ovanlig för en sörmländsk herrgård och påminner om de sommarvillor i schweizerstil som uppfördes under 1800-talets andra hälft i Stockholms skärgård. Mot sjön flankeras huvudbyggnaden av två fristående rödmålade flyglar varav den södra härrör från 1774 och den norra (före detta köksflygeln) byggdes samtidigt med huvudbyggnaden.
Mitt för huvudbyggnaden går en brygga ut i sjön. Smedja, magasin, förrådsbyggnader, arbetarbostäder och ett mejeri ligger som en lång rad utmed vattnet. Mejeriet byggdes troligen 1896 och ritades av den kända stockholmsarkitekten Aron Johansson. Mejeriverksamheten pågick till 1930-talet och på 1940-talet byggdes bottenvåningen om till två lägenheter.
Norr om huvudbyggnaden ligger ekonomigården med sina äldsta byggnader sannolikt tillkomna i början av 1800-talet. Stora ladugården uppfördes 1892 och byggdes till på 1990-talet. Byggnaderna är traditionellt gestaltade med tegeltak och faluröda fasader. Till gården hör även en stor maskinhall med gårdsslakteri uppförd på 2000-talet. 
Djurbesättningen består av 80 moderdjur samt rekryteringsdjur, årskalvar och avelstjurar. Huvudproduktionen är uppfödning av köttdjur av rasen Charolais. Gårdens areal omfattar drygt 600 hektar och inkluderar även en del av sjön Uren. Omkring 60 procent utgör produktiv skogsmark. På gården finns 13 bostäder varav åtta för permanentboende och fem för fritidsboende.

### Nutida bilder

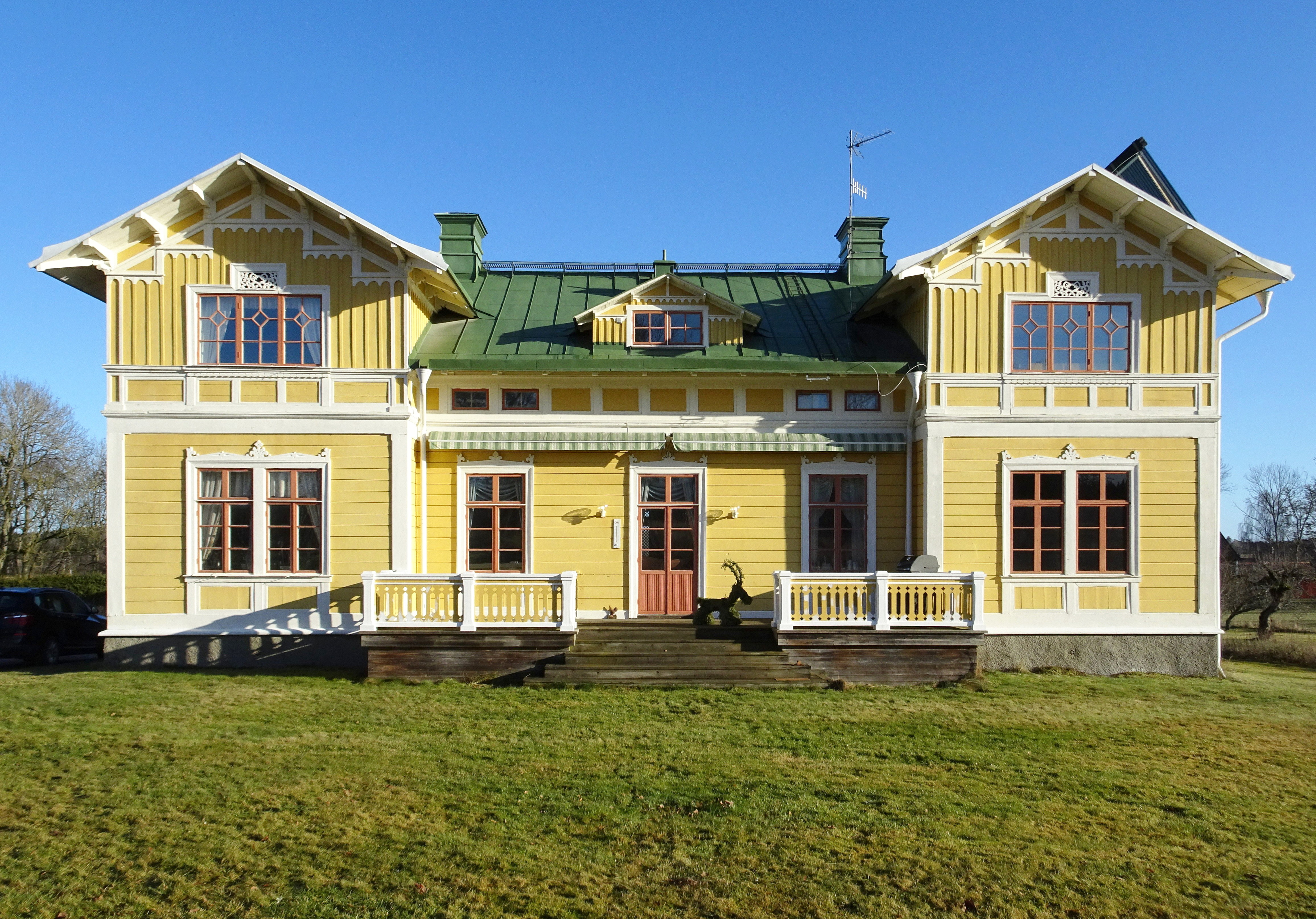
Huvudbyggnad, fasad mot väster.
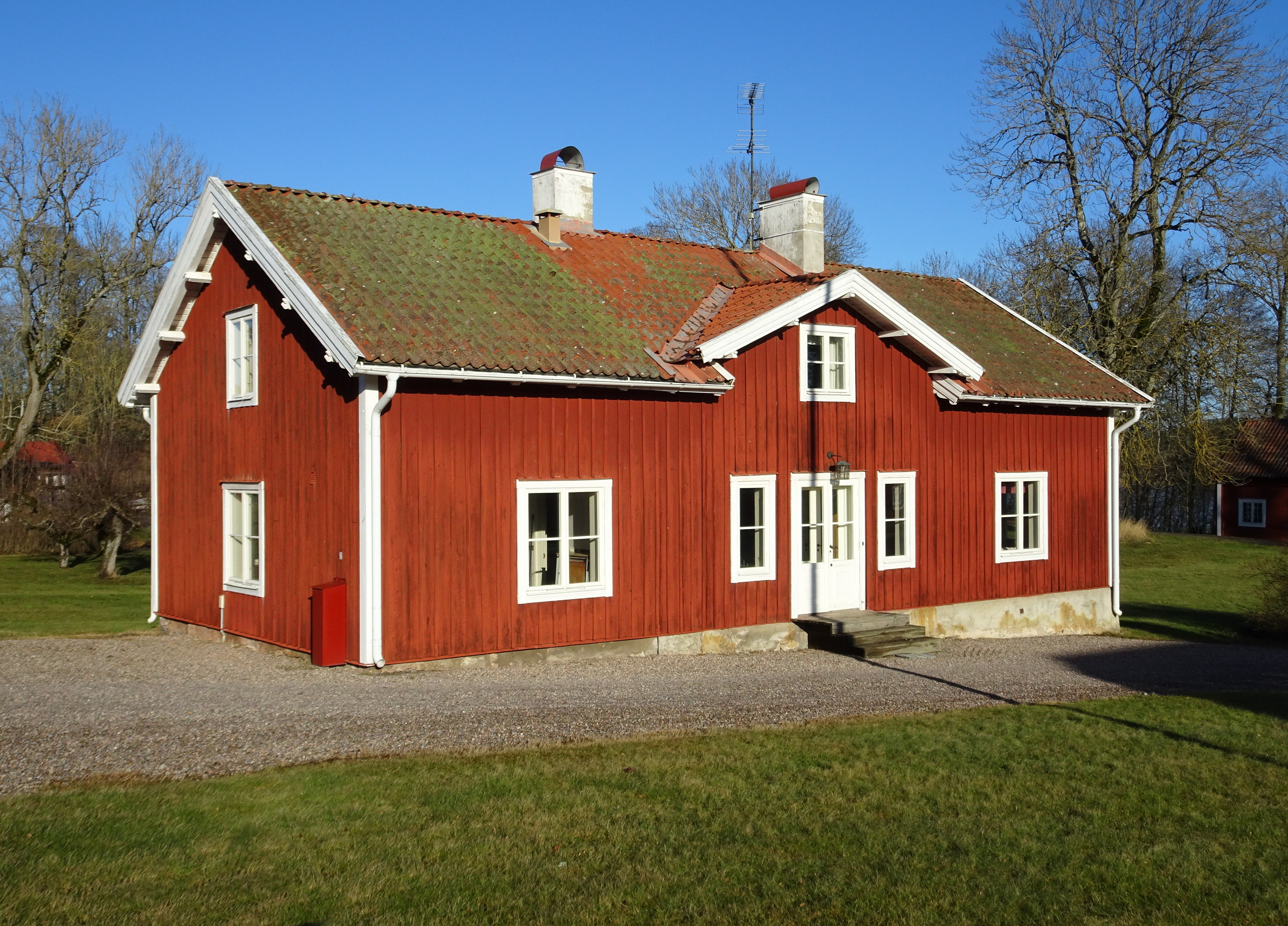
Norra flygeln, f.d. köksflygeln.
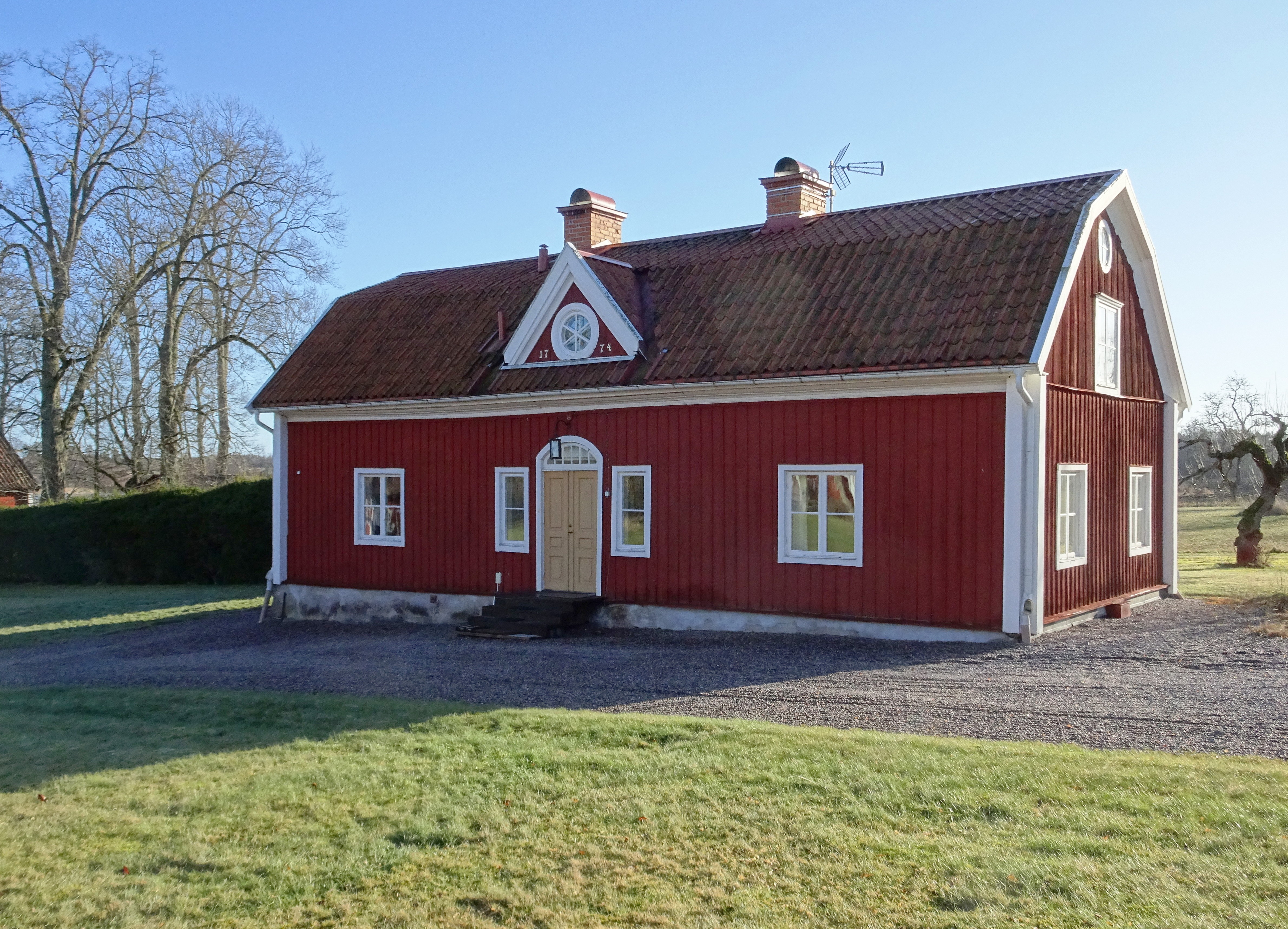
Södra flygeln från 1774.
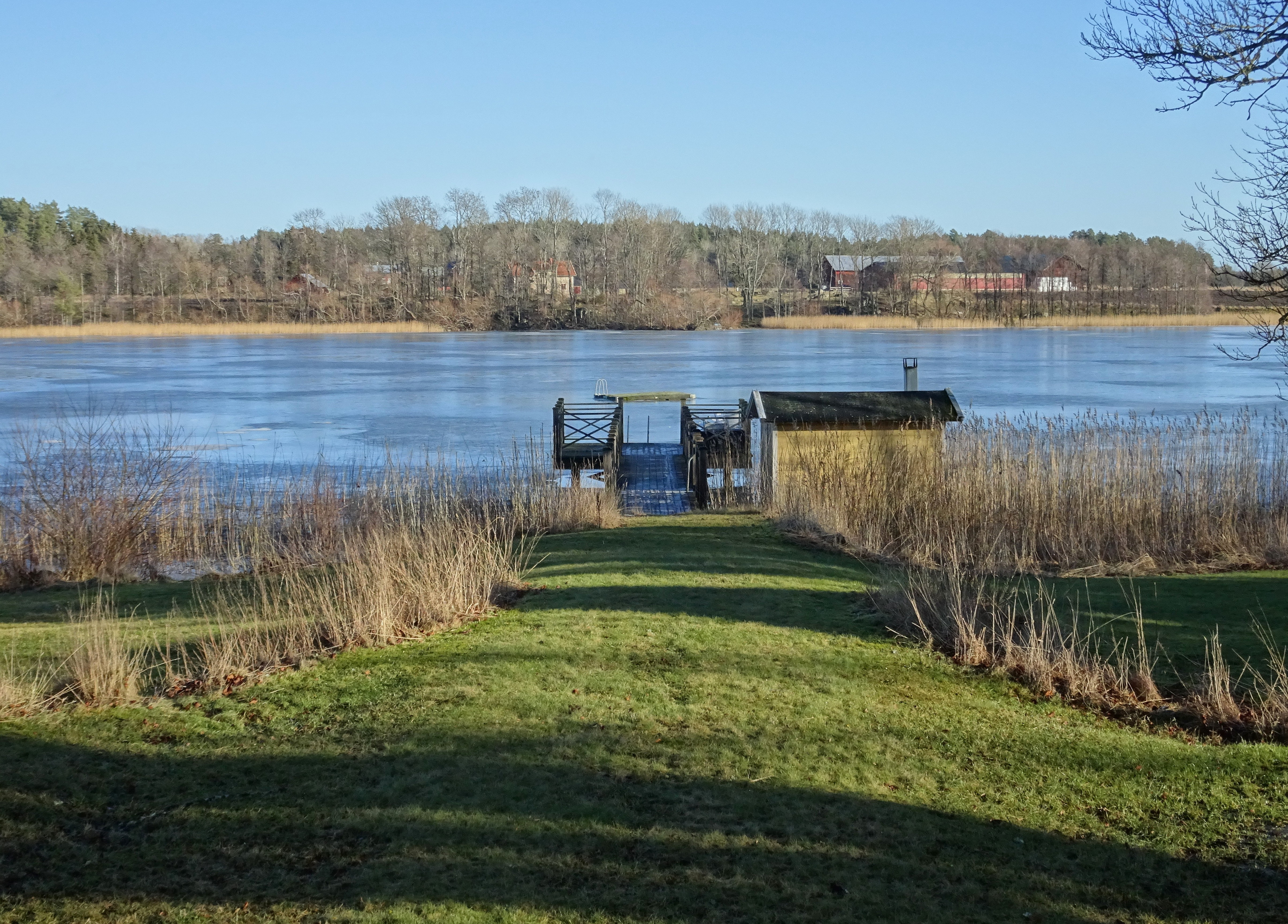
Bryggan vid sjön Uren

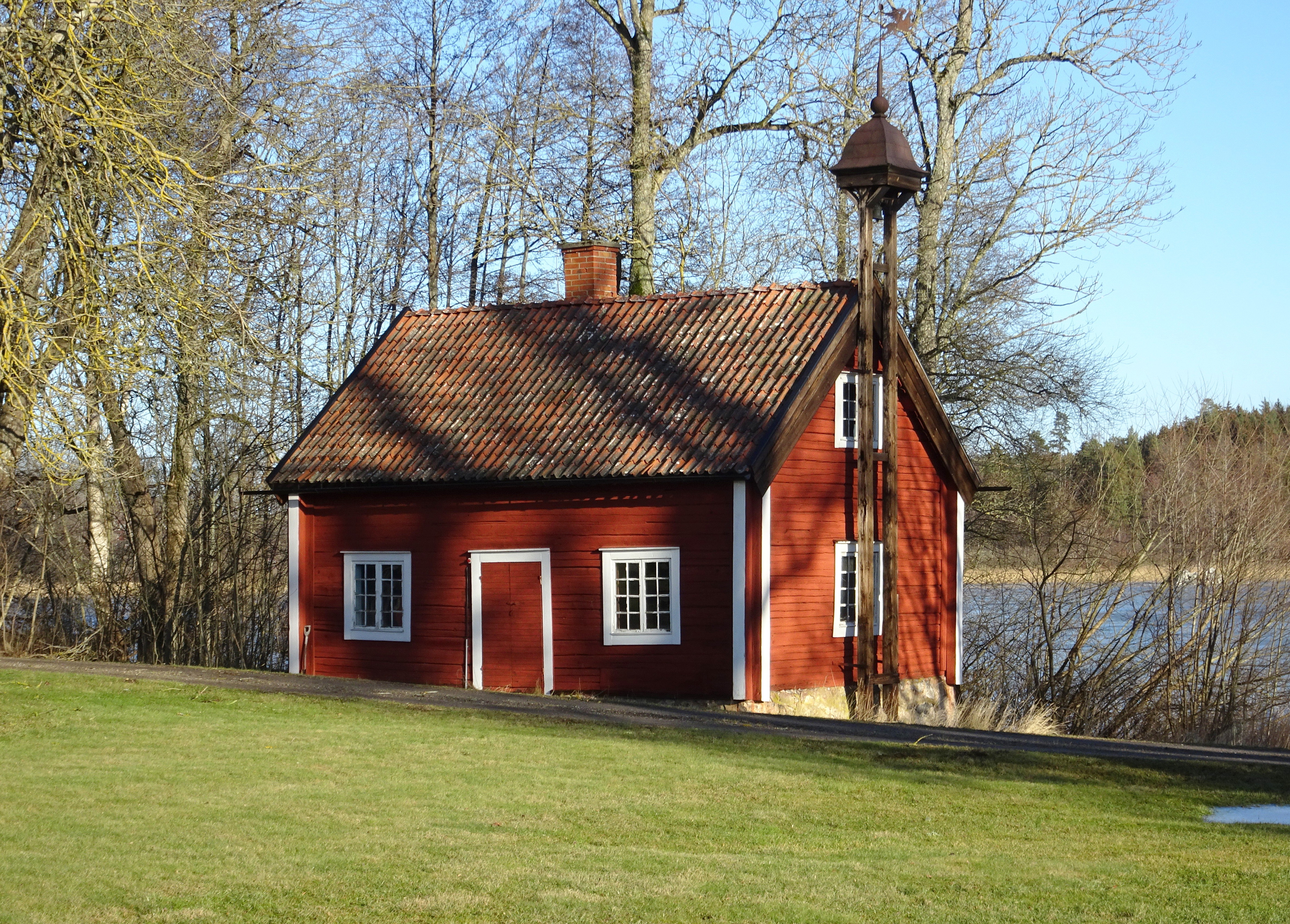
Smedjan.
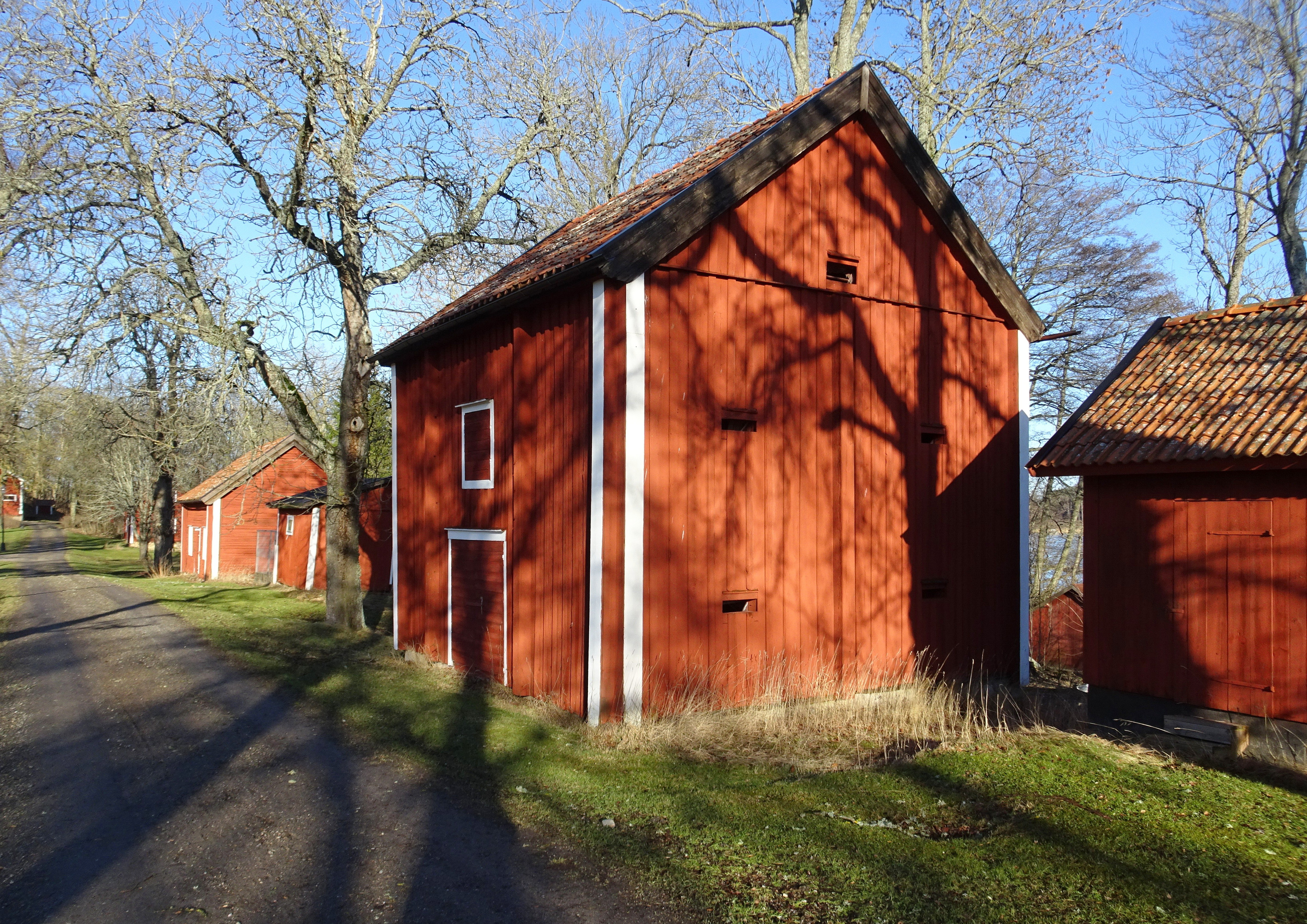
Uthusraden vid sjön.
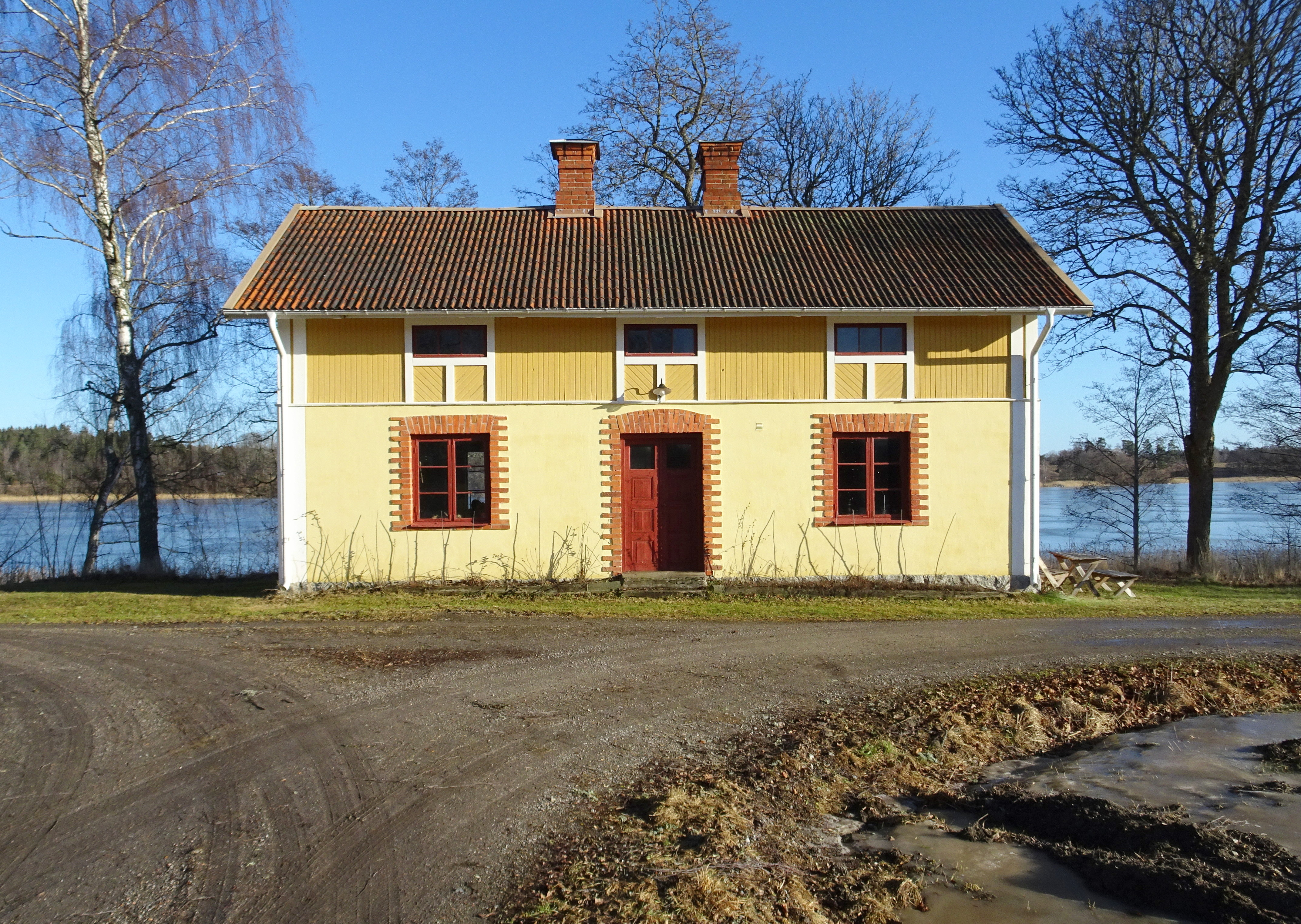
Före detta mejeriet.
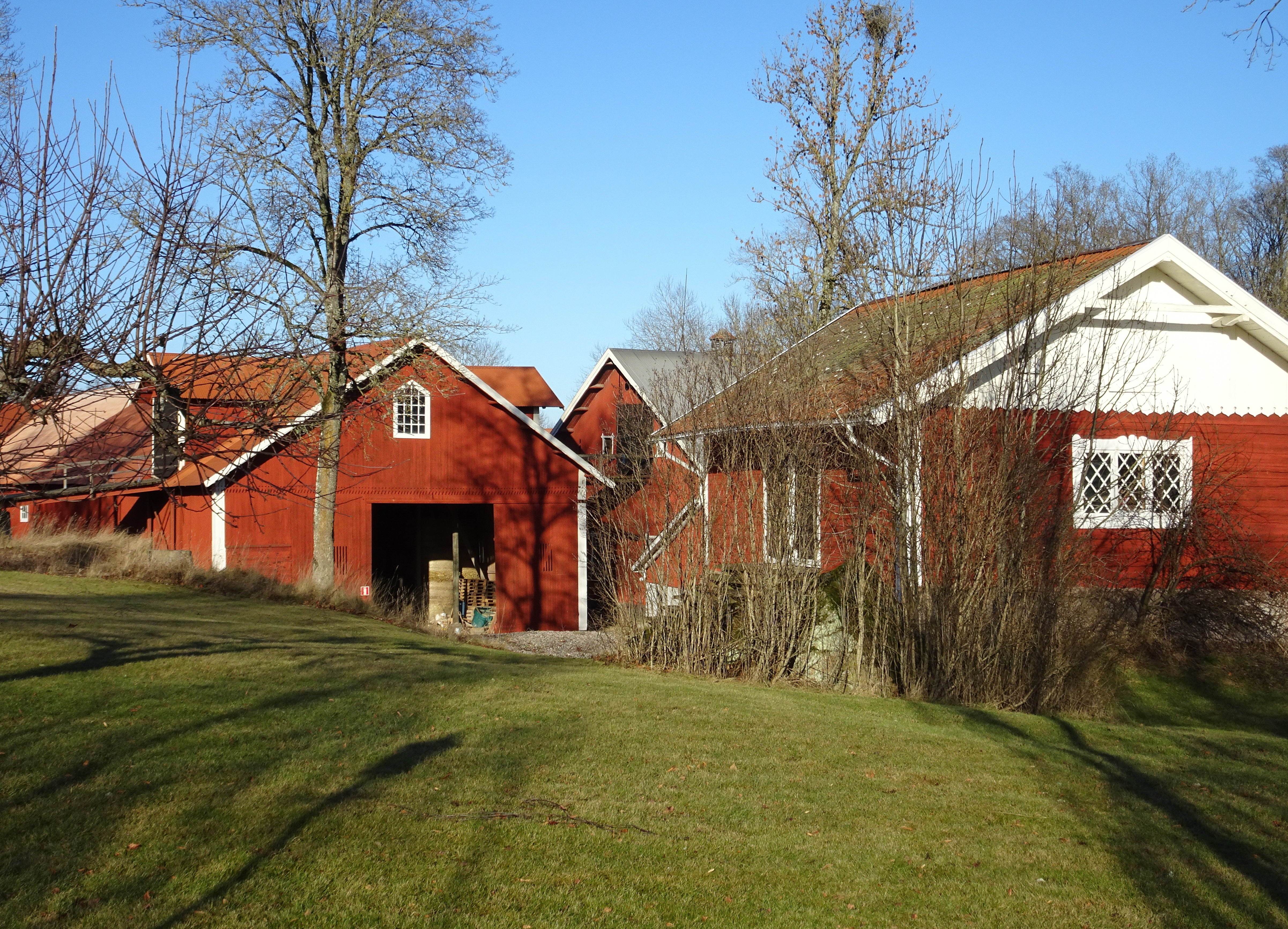
Ekonomigården.